# Apenas un delincuente
 Apenas un delincuente  és una pel·lícula argentina del gènere de policial filmada en blanc i negre dirigida per Hugo Fregonese segons el seu propi guió escrit en col·laboració amb Israel Chas de Cruz, Raimundo Calcagno, Tulio Demicheli i José Ramón Luna que es va estrenar el 22 de març de 1949 i que va tenir com a protagonistes a Jorge Salcedo, Tito Alonso, Sebastián Chiola, Homero Cárpena, Nathan Pinzón, Linda Lorena, Josefa Goldar i Jacinto Herrera. Un film que és una fita al cinema policial semidocumental i que té a Buenos Aires com un dels seus protagonistes. Tulio Demicheli va col·laborar també en l'enquadrament.
En una enquesta de les 100 millors pel·lícules del cinema argentí duta a terme pel Museo del Cine Pablo Ducrós Hicken l'any 2000, la pel·lícula va aconseguir el lloc 10. En una nova versió de l'enquesta organitzada en 2022 per les revistes especialitzades La vida útil, Taipei i La tierra quema, presentada en el Festival Internacional de Cinema de Mar del Plata, la pel·lícula va aconseguir el lloc 27.

## Sinopsi
Després de perdre els seus diners en el joc, José Moran decideix estafar a l'empresa on treballa en una important suma de diners, amagar mentre compleix la condemna de sis anys de presó que li donen pel fet i gaudir-lo a la seva sortida. Una vegada en la presó la vida es complica tant per ell com per la seva família i a poc a poc el pla perfecte comença a manifestar-se com un terrible error

## Repartiment
Els intèrprets del film van ser:
- Jorge Salcedo com a José Morán
- Tito Alonso com a Carlos Morán
- Sebastián Chiola com a Rosatto
- Homero Cárpena
- Nathan Pinzón com a 619
- Linda Lorena com a Laura
- Josefa Goldar
- Jacinto Herrera com a Doña Emilia
- Tito Grassi com a Inspector
- Rodolfo Crespi
- José De Ángelis com a Director de penitenciaria

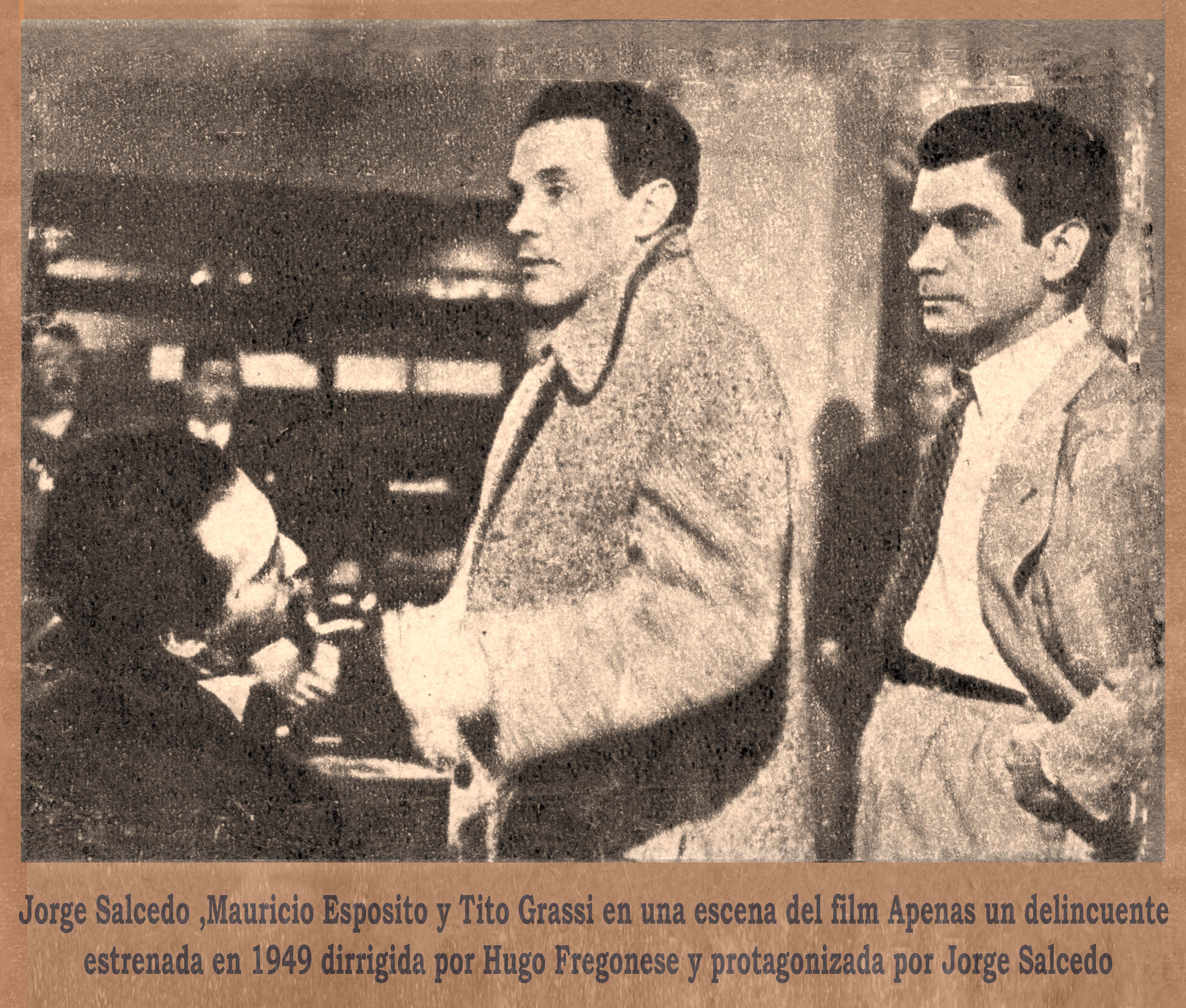
Jorge Salcedo Tito Grassi i Mauricio Esposito en una escena de la pel·lícula.

- Orestes Soriani com a Gerent
- Alfonso Ferrari Amores
- Mauricio Esposito
- Gaby Guerrico
- Pedro Doril
- Guillermo Casali
- José A. Vázquez
- Sicardi-Brenda
- Faith Domergue
- Fausto Padín
- Raúl Luar
- Alberto Peyrou
- Mario Cozza
- Susan Drimer
- Rodolfo Boquel
- Rodolfo Crespi
- Aníbal Romero
- José De Ángelis

## Producció
Es va filmar principalment als carrers de Buenos Aires. James Mason va decidir actuar en la pel·lícula One Way Street de Fregonese de 1950, quan tenia el títol de treball Death on a Side Street, una vegada que va veure Apenas un delincuente.

## Llançament
Els productors de la pel·lícula esperaven que tingués èxit als Estats Units amb subtítols en anglès, sota el títol Hardly a Criminal. Després de l'exhibició de la pel·lícula el 1949 a l'Acadèmia Estatunidenca de les Arts i les Ciències, el director i la seva esposa Faith Domergue van organitzar una festa per a diversos convidats.
En 2014, la pel·lícula i One Way Street es van estrenar en el programa Noir City: Hollywood, 16th Annual Festival of Film Noir en el Grauman's Egyptian Theatre. Van ser part del programa Death is My Dance Partner: Film Noir in Postwar Argentina, que va comptar amb sis llargmetratges que van ser filmats en l'època del peronisme (1949-1956), al Museu d'Art Modern en 2016. Va ser llançada amb pel·lícula de 35 mm i un nou doblatge en anglès de la Col·lecció de la Fundació Film Noir de l'UCLA Film and Television Archive. En 2020, la pel·lícula va ser seleccionada al 18è Festival Anual de Cinema Noir de San Francisco.

## Recepció
Els crítics de Buenos Aires en 1949 van dir que era la «pel·lícula destacada de l'any» de l'Argentina. L'American Cinematheque va dir que la pel·lícula és «el millor cinema negre argentí de la dècada de 1940» i que «és una mescla audaç de Naked City i Brute Force'». Nicolas Rapold, de Film Comment, va escriure: «Encara que mancava de la imatge dels seus homòlegs estatunidencs, era difícil deixar al descobert l'orgull masculí i la vergonya familiar».
La crònica del periòdic Crítica deia que «la realització d'H. Fregonese és cinematogràfica i fa a la pel·lícula una fisonomia molt nord-americana sense que aquesta parenceria, dissimulat per la mateixa fluïdesa de l'acció, arribi al virtuosisme de visible fabricació artificial».
La investigadora Clara Kriger diu que aquesta pel·lícula inaugura al cinema argentí el gust per mostrar el tràfec dels carrers urbans, la gent apurada travessant el carrer, els tramvies i tot allò que pogués representar la velocitat de la vida urbana, més les persecucions a través de sostres rutes i carrers amb actuacions motos i helicòpters en tant els delinqüents i els policies utilitzen tots els mitjans de comunicació disponibles. El film suma elements realistes, trets de la vida quotidiana local, exposa les modalitats actualitzades tant del delicte com de la seva persecució.
La pel·lícula va iniciar la carrera de director de cinema de Hollywood del director. Amb l'antecedent d'aquesta pel·lícula sumat als seus anteriors films Pampa bárbara, Donde mueren las palabras i De hombre a hombre, Fregonese fa la seva segona incursió en Hollywood i aquesta vegada és contractat per a dirigir diverses pel·lícules.